# Huta Raja (Panyabungan Selatan)
Huta Raja is een bestuurslaag in het regentschap Mandailing Natal van de provincie Noord-Sumatra, Indonesië. Huta Raja telt 557 inwoners (volkstelling 2010).